# Római katolikus templom (Klárafalva)
A klárafalvi Szent Kereszt-templom a község római katolikus közösségét szolgálja; 1935-ben épült.
Klárafalvának már a középkorban is volt temploma, amelyet Assisi Szent Klára tiszteletére szenteltek; ez a török korban a településsel együtt elpusztult.
A Szent Kereszt tiszteletére szentelt templom 1935-ben épült fel. Hossza tizenhat, szélessége négy méter. Nyeregtetőt kapott; megjelenése puritán, csak a homlokfal mutat némi díszítést. A bejárati ajtó középen helyezkedik el, fölötte található a harang. A toronyszerű fal csúcsán kereszt áll. A homlokzati fal a tetősík fölé magasodik, íves párkányhoz hasonlatosan húzódik a toronyrész két oldalánál. Nyílászáróból összesen tíz félköríves záródásút találunk: egyet-egyet a bejárat mellett, és négyet-négyet a hajó északi és déli oldalán.
A templombelső csonka gúla alakú, a nagy fesztávolság miatt vas átkötő huzalokkal beépített; tagolóelemei az ablakok közötti falpillérek. A hátsó zárófal előtt helyezték el a fából készült oltárt, fölé feszület került. Az oltár mellett két oldalt Szent József és Szűz Mária szobra áll. A templombelsőben négy másik, kisebb méretű, gipszből készült szobor is található: Krisztusé, Szent Antalé, Szent Jánosé és Szent Vendelé. A szentély padlószintje egy lépcsőfokkal magasabb a templomhajó szintjénél. A falakon díszítőelemként a 14 stációkép olajfestménye található, 1978 körül készítették őket. Egy színes kép a falu védőszentjét, Szent Klárát ábrázolja. A templombelső falai fehérre és sárgára festettek. A hét méter hosszú, hat méter széles sekrestye a zárófalon nyíló ajtón keresztül érhető el, télen imateremként működik. A mozaiklap padlózat 1972-ben készült. A falat kívülről kőporos, simított 
vakolat fedi.